# 夏镇
夏镇，是中华人民共和国新疆维吾尔自治区吐鲁番市托克逊县下辖的一个乡镇级行政单位。原为夏乡，2018年撤乡建镇。

## 行政区划
夏镇下辖以下地区：
巴扎尔社区、布拉克贝希村、喀拉苏村、奥依曼买里村、色日克吉勒尕村、托台村、铁提尔村、工尚村、大地村、南湖村、喀格恰克村、色日克墩村和第二苗圃。